# Jerry Leiber
Jerry Leiber, född 25 april 1933 i Baltimore, Maryland, död 22 augusti 2011 i Los Angeles, Kalifornien, var en amerikansk sångtextförfattare. Han ingick tillsammans med Mike Stoller i låtskrivarduon Leiber–Stoller.

## Filmmusik
- 1959 – Am Tag, als der Regen kam
- 2001 – Smokey Joe's Café: The Songs of Leiber & Stoller

### Fotnoter
1. 1 2  Internet Broadway Database, Internet Broadway Database person-ID: 12041, läst: 9 oktober 2017.[källa från Wikidata]
2. 1 2  Find a Grave, Find A Grave-ID: 75320934, läs online, läst: 9 oktober 2017.[källa från Wikidata]
3. 1 2  Brockhaus Enzyklopädie, Brockhaus Enzyklopädie-ID: leiber-jerry, läst: 9 oktober 2017.[källa från Wikidata]
4. ↑  läs online, www.houstonpress.com .[källa från Wikidata]
5. ↑  ”Elvis Presley songwriter Jerry Leiber dies at 78”. BBC World. http://www.bbc.co.uk/news/world-us-canada-14625642. Läst 23 augusti 2011.